# Vulkanikus (Így jártam anyátokkal)
A Vulkanikus az Így jártam anyátokkal című amerikai televíziós sorozat kilencedik évadjának tizenkilencedik epizódja. Eredetileg 2014. március 3-án vetítették, az Egyesült Államokban, míg Magyarországon két hónappal később, 2014. április 21-én.
Ebben az epizódban Robin és Lily összevesznek az esküvő fontosságáról, miközben Barney kétségbeesetten próbálja eldönteni, milyen nyakkendőt vegyen fel. Végül terítékre kerül egy film, amit a többiek Ted tiltása miatt nem nézhettek meg.

## Cselekmény
|  | Alább a cselekmény részletei következnek! |

2024-ben járunk a Farhampton fogadóban, ahol az Anya és Ted ülnek. Ted egy történetet próbál elmesélni, amiről kiderül, hogy az Anya már hallotta. Sőt, kiderül, hogy már az egymás összes sztoriját ismerik, így hivatalosan is öreg házaspárnak számítanak. Ám Curtis, a recepciós elszólása folytán kiderül, hogy van egy történet, amit még nem mondott el: a lámpa története.
Az esküvő napjának délelőttjén Robin és a húga hokiztak a hotelszobában, és Robin ekkor törte össze a lámpát. Ekkor Lily bemegy a szobába, magával egy kis emlékkönyvet hozva, ami Robin és Barney kapcsolatának legszebb pillanatait tartalmazza. Robin szerint ez nagyon béna dolog, mire Lily visszavág, hogy Robinban nem is tudatosul, hogy ma lesz az esküvője. Robin oda se figyel rá, mikor meglátja, hogy a videotárban elérhető "A menyasszony 2." című film.
Lily elmondja Marshallnak, amit tapasztalt, de amikor Marshall meghallja, hogy megvan "A menyasszony 2.", ő is rohan megnézni a filmet. Mivel szerinte nem él meg az érzéseit, Lily ki akarja hozni Robint a sodrából, és felveszi az esküvői ruháját – eredménytelenül. Közben Ted rajtakapja Barneyt, hogy belopózik egy szobába, amiről megtudja a recepción, hogy egy bizonyos Elle Tusky nevén van. Tartva attól, hogy megcsalja Robint, beront a szobába, és meglátja, hogy tele van öltönyökkel. (Elle Tusky = Öltözz Ki). Barney annyira képtelen kiválasztani, hogy melyik öltönyt vegye fel az esküvőre, hogy még az is az eszébe jut, hogy lefújja az egészet. Pánikba esik, ted pedig próbálja nyugtatni, és javasolja, hogy vegye fel azt, amit a szabója csak az esküvője kedvéért tervezett neki. Barney azt rémesnek találja, de Ted megnyugtatja, hogy amit most érez, az természetes, és majd jobb lesz, ha már rajta lesz a táncparketten is. Együtt átmennek a többiekhez, és ekkor döbbennek rá, hogy valószínűleg ez az utolsó alkalom, amikor így együtt vannak, hiszen Ted Chicagóba költözik. Robin, Katie, és Lily "A menyasszony 2-"-t nézik. Katie szerint semmi baj nincs azzal, hogy Robin így viselkedik, mert nincs meg minden menyasszonynál az a felfokozott hangulat. Ezzel végül Lily is egyetért. Ám amikor Robin elhagyja a szobát egy kis jégért, váratlanul belebotlik az anyjába, és könnyekben tör ki.
Ted itt fejezi be a meséjét, azzal, hogy ez egy meglepő végkifejlet volt. Az Anya szerint ez egyáltalán nem az, hiszen milyen anya az, aki kihagyja a lánya esküvőjét? Ted itt elcsendesedik és elkezd sírni, és az Anya nyugtatja meg. Gyorsan témát vált, és megkérdezi, milyen volt az, amikor Barney búvárruhában csajozott. Ted rájön, hogy annak a sztorinak nem mesélte el minden részletét, és nekilát elmondani.

## Kontinuitás
- A banda "A menyasszony" című film folytatását nézi. A "Nem sürgetlek" című részből kiderül, hogy ez egy filmtrilógia, és készült egy Broadway musical is, ami 96 hétig volt műsoron.
- Az Anya felsorolja, hogy mennyi hóval kapcsolatos sztorit hallott már, melyek az "Arrivederci, Fiero", "Háromnapos havazás", és a "Fényszimfónia" című részek.
- Katie Scherbatsky az "Először New Yorkban" című részben szerepelt már.
- Ted és Marshall gúnyosan "Swarley"-nak szólítják Barneyt.
- Barney búvárruhás sztorija "A Taktikai Könyv" című részben látható.
- Barney pánikba esik, hogy miért nem a búzavirágkék nyakkendőt vette fel. Az "Elfogadom a kihívást", illetve a "Farhampton" című részekben láthattuk már, mennyire aggódik a választás miatt.
- A "Szívzűrök" című részben csak megemlítik Ted és a termosz esetét, de nem beszélnek róla. "A menyasszony 2." című film meg is mutatja, mi volt ez pontosan.

## Jövőbeli visszautalások
- Robin anyjának megérkezése a következő epizódnak is a témája.
- Barney még "Az oltár előtt" című részben is bepánikol a nyakkendője miatt.
- Az Anya azon mondata, miszerint milyen anya az, aki nincs ott a lánya esküvőjén, nagy jelentőségű, főként Ted reakciójának ismeretében. Ugyanis ez vetíti előre azt, hogy hamarosan meg fog halni, amint az "Örökkön örökké" című részből is kiderül.

|  | Itt a vége a cselekmény részletezésének! |